# Ambrosine Phillpotts
Ambrosine (Marie) Phillpotts, née le 13 septembre 1912 à Londres, ville où elle est morte le 12 octobre 1980, est une actrice britannique.

## Biographie
Ambrosine Phillpotts débute en 1930 au théâtre, où elle joue jusqu'en 1976, notamment dans sa ville natale. Mentionnons Hamlet de William Shakespeare (1934, avec Esmond Knight et Sybil Thorndike), The Morning Star de (et avec) Emlyn Williams (1941), The Reluctant Debutante de William Douglas-Home (1955, avec Wilfrid Hyde-White et Celia Johnson), Thark de Ben Travers (1965, avec Peter Cushing et Alec McCowen), ainsi que Tables séparées de Terence Rattigan (1971, avec John Mills et Jill Bennett).
Au cinéma, elle contribue à vingt-neuf films, majoritairement britanniques, sortis entre 1946 et 1980 (année de sa mort, à 68 ans).
Citons L'amour mène la danse de H. Bruce Humberstone (1951, avec David Niven et Vera-Ellen), Qu'est-ce que maman comprend à l'amour ? de Vincente Minnelli (film américain, adaptation de la pièce précitée The Reluctant Debutante, 1958, avec Rex Harrison et Kay Kendall), Les Chemins de la haute ville de Jack Clayton (1959, avec Simone Signoret et Laurence Harvey), Les Chemins de la puissance de Ted Kotcheff (suite des Chemins de la haute ville, 1965, avec Laurence Harvey et Jean Simmons), ou encore Le Cercle de sang de Jim O'Connolly (1968, avec Joan Crawford et Ty Hardin).
À la télévision, Ambrosine Phillpotts apparaît dans huit téléfilms (parfois d'origine théâtrale) dès 1946 et jusqu'en 1973. S'ajoutent vingt-sept séries entre 1957 et 1978, dont One Step Beyond (un épisode, 1961) et Angoisse (un épisode, 1974).

## Théâtre (sélection)
(pièces jouées à Londres, sauf mention contraire)
- 1934 : Hamlet de William Shakespeare
- 1939 : Sugar Plum d'Arthur McRae
- 1941 : The Morning Star de (et mise en scène par) Emlyn Williams
- 1943 : L'Homme qui vint dîner (The Man Who Came to Dinner) de Moss Hart et George S. Kaufman (Bristol)
- 1944 : Emma, adaptation du roman éponyme de Jane Austen (Manchester)
- 1955 : Lucky Strike de Michael Brett
- 1955 : The Reluctant Debutante de William Douglas-Home
- 1959 : The Edwardians, adaptation par Ronald Gow du roman éponyme de Vita Sackville-West
- 1965 : Thark de Ben Travers
- 1966 : The Killing of Sister George de Frank Marcus
- 1967 : Halfway Up the Tree de Peter Ustinov
- 1971 : Tables séparées (Separate Tables) de Terence Rattigan

## Filmographie partielle

### Cinéma
(films britanniques, sauf mention contraire)
- 1946 : This Man Is Mine de Marcel Varnel : Lady Daubney
- 1949 : Politique... et lapins (The Chilternn Hundreds) de John Paddy Carstairs : Lady Fielding
- 1951 : L'amour mène la danse (Happy Go Lovely) de H. Bruce Humberstone : Lady Martin
- 1951 : L'assassin court toujours (Mr. Denning Drivess North) d'Anthony Kimmins : Mlle Blade
- 1952 : Stolen Face de Terence Fisher : Mlle Patten
- 1953 : Capitaine Paradis (The Captain's Paradise) d'Anthony Kimmins : Marjorie
- 1955 : Les Aventures de Quentin Durward (The Adventures of Quentin Durward) de Richard Thorpe (film américain) : Lady Hameline
- 1956 : La Bataille du Rio de la Plata (The Battle of the River Plate) de Michael Powell et Emeric Pressburger : Mme Millington-Drake
- 1956 : Up in the World de John Paddy Carstairs : Lady Banderville
- 1957 : The Truth About Women de Muriel Box : Lady Tavistock
- 1958 : Qu'est-ce que maman comprend à l'amour ? (The Reluctant Debutante) de Vincente Minnelli (film américain) : Mlle Grey
- 1959 : Les Chemins de la haute ville (Room at the Top) de Jack Clayton : Mme Margaret Brown
- 1960 : L'Amour en pilules (Doctor in Love) de Ralph Thomas : Lady Spratt
- 1961 : Raising the Wind de Gerald Thomas : Mme Featherstone
- 1962 : Two and Two Made Six de Freddie Francis : Lady Smith-Adams
- 1965 : Les Chemins de la puissance de Ted Kotcheff : Mme Margaret Brown
- 1968 : Le Cercle de sang (Berserk!) de Jim O'Connolly : Mlle Burrows
- 1972 : Oh le petit vilain ! (Ooh... You Are Awful) de Cliff Owen : Lady Missenden Green
- 1972 : Sentimentalement vôtre (Follow Me!) de Carol Reed : une invitée au dîner
- 1980 : The Wildcats of St. Trinian's de Frank Launder : Mme Mowbray

### Télévision
- 1961 : One Step Beyond (série), saison 3, épisode 35 Cauchemar (Nightmare) de John Newland : Lady Diana Metcalf
- 1973 : Diamonds on the Wheels de Jerome Courtland (téléfilm) : Lady Truesdale
- 1974 : Angoisse (Thriller) (série), saison 4, épisode 1 L'Hystérique (Screamer) : Lady